# Володово
Во́лодово — деревня в Кувшиновском районе Тверской области России. Относится к Большекузнечковскому сельскому поселению.
Находится в 6 км к северо-востоку от районного центра Кувшиново. Ближайшая населённая деревня — Ново в 4 км.
По переписи 2002 года постоянного населения нет.
В 1997 году было 2 хозяйства, 6 жителей.

## История
Во второй половине XIX — начале XX века деревня Володово входила в Бараньегорскую волость Новоторжского уезда Тверской губернии. В 1884 году — 20 двор, 138 жителей.
В 1940 году Володово в составе Новского сельсовета Каменского района Калининской области.

## Известные люди
В деревне родилась Герой Советского Союза Анна Александровна Тимофеева (Егорова) (1916—2009), лётчик-штурмовик в годы Великой Отечественной войны.